# Tokai Gakki
Tokai Gakki Company, Ltd. (東海楽器製造株式会社 Tōkai Gakki Seizō Kabushiki-gaisha?), Ltd. (東海楽器製造株式会社, Tōkai Gakki Seizō Kabushiki-gaisha?), a menudo citada como Tokai Guitarras, es un fabricante de guitarra japonés situado en Hamamatsu, en la prefectura de Shizuoka. Tokai es uno de los principales fabricantes de guitarras acústicas, guitarras eléctricas, bajos eléctricos, autoharps, melódicas y amplificadores de guitarra de Japón. Anteriormente Tokai también fabricó pianos.

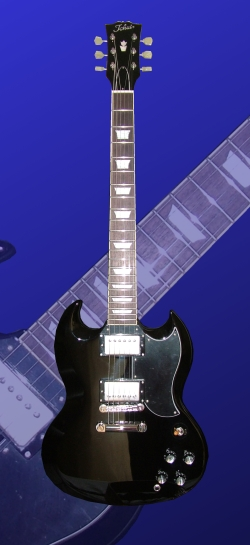
Tokai SG-60 japonesa

Tokai fue fundada en 1947 por Tadayouki Adachi y permanece como una empresa familiar. 

## Historia
Tokai comenzó en 1947 como fabricante de armónicas y pianos. Desarrolló su primera melódica, la Pianica, en 1961. Tokai empezó a fabricar banjos y harpiscordios en 1973 y pianos eléctricos en 1975.

### Guitarras
Tokai comenzó la fabricación de guitarras clásicas en 1965. En 1968 desarrollan su primera guitarra eléctrica, la Humming Bird, una guitarra basada en la Mosrite Mark I y II, seguida en 1970 por la guitarra acústica Humming Pájaro Custom (no se debe confundir con la Hummingbird de Gibson). 
De 1970 a 1973, Tokai produjo la línea Conn de guitarras acústicas bajo contrato con C.G. Conn. En 1972, Tokai firma un acuerdo con C. F. Martin & Company para suministrar piezas de guitarra acústica y también para construir la Martin Sigma. En 1975,  lanza su propia línea de guitarras acústicas Cat's Eye, las cuales eran réplicas de guitarras C.F. Martin.
Entre 1977 y 1978, Tokai empezó a fabricar varias réplicas de guitarras y bajos eléctricos Fender y Gibson. Estos modelos son generalmente conocidos como los "lawsuit guitars" (guitarras de pleito). La fabricación de la réplica Les Paul de Gibson, nombrada "Les Paul Reborn", comenzó en 1978. En 1980, se le cambió el nombre por "Reborn Old" y más tarde por su nombre actual, "Love Rock", en respuesta a las amenazas de las compañías americanas de ir a juicio por asuntos relacionados con el copyright. Tokai también fabricó réplicas de Fender, la “Springy Sound” (ST serie, réplica de la Fender Stratocaster) y la “Breezy Sound” (TE serie, Fender Telecaster réplica). Stevie Ray Vaughan usó una "Tokai Springy Sound" en una ocasión. Esta guitarra usaba pastillas lipstick y se puede ver en la portada de su segundo álbum de estudio Couldn't Stand the Weather. A finales de 1970, las réplicas de guitarras Fender, como la ".38 Special" y el bajo "Hard Puncher" (réplica del Fender Precision Bass), comenzaron a venderse en Japón y Europa. 
En 1983, Tokai introdujo una guitarra con cuerpo de aluminio llamada Talbo (Tokai Aluminium Body) usada por la banda Devo. 
Tokai posee su propia fábrica de instrumentos y ha construido para marcas bien conocidas bajo contrato (OEM). Tokai y Dyna Gakki produjo los modelos de cuerpo sólido de Fender desde 1997 hasta el fin del contrato en 2015.
En España es una de las marcas más respetadas por los guitarristas, por su calidad y especificaciones fieles a las guitarras de las décadas atrás.

## Características
El precio de venta original en yenes japoneses a menudo es incluido en el número de modelo — por ejemplo TLS-100 = 100,000 yen japonés. Las réplicas de Gibson que fabrica Tokai de más alta gama son pintadas con nitrocelulosa y la junta del mástil es del tipo Long Tenon. Las guitarras Tokai han sido fabricadas en Japón, Corea y China. La producción coreana (MIK - Made In Korea) empezó a mediados de los 90. Son guitarras baratas, similares a las Epiphone coreanas. Las guitarras MIK se pueden diferenciar por la cubierta de plástico del alma. Las guitarras japonesas tienen una cubierta con dos tornillos mientras que las coreanas tienen tres (aunque algunas de las primeras guitarras coreanas también tienen dos tornillos). Las guitarras MIK suelen tener un puente Nashville distinto al habitual ABR-1. Además, las replica MIK de Gibson normalmente tienen un mástil de arce, y la madera del cuerpo es normalmente de alder, agathis o nato.
- Datos: Q2987325
- Multimedia: Tokai Gakki / Q2987325